# Kothamangalam
Kothamangalam là một thành phố và khu đô thị của quận Ernakulam thuộc bang Kerala, Ấn Độ.

## Nhân khẩu
Theo điều tra dân số năm 2001 của Ấn Độ, Kothamangalam có dân số 37.169 người. Phái nam chiếm 50% tổng số dân và phái nữ chiếm 50%. Kothamangalam có tỷ lệ 84% biết đọc biết viết, cao hơn tỷ lệ trung bình toàn quốc là 59,5%: tỷ lệ cho phái nam là 86%, và tỷ lệ cho phái nữ là 83%. Tại Kothamangalam, 10% dân số nhỏ hơn 6 tuổi.